# Mieszkowice
Ej att förväxla med Barwice, vars namn är Bärwalde in Pommern på tyska.
Mieszkowice [mʲɛʃkɔˈvʲiʦɛ] (tyska: Bärwalde, tidigare även Bärwalde (Neumark)) är en småstad i västra Polen, belägen i distriktet Powiat gryfiński i Västpommerns vojvodskap, vid floden Kurzyca omkring 15 km öster om Oder och 80 km söder om Szczecin. Staden har 3 609 invånare, inom tätorten. Sammanlagt bor 7 426 invånare (2012) i hela kommunen, som är en stads- och landskommun med gemensam administration.

## Historia

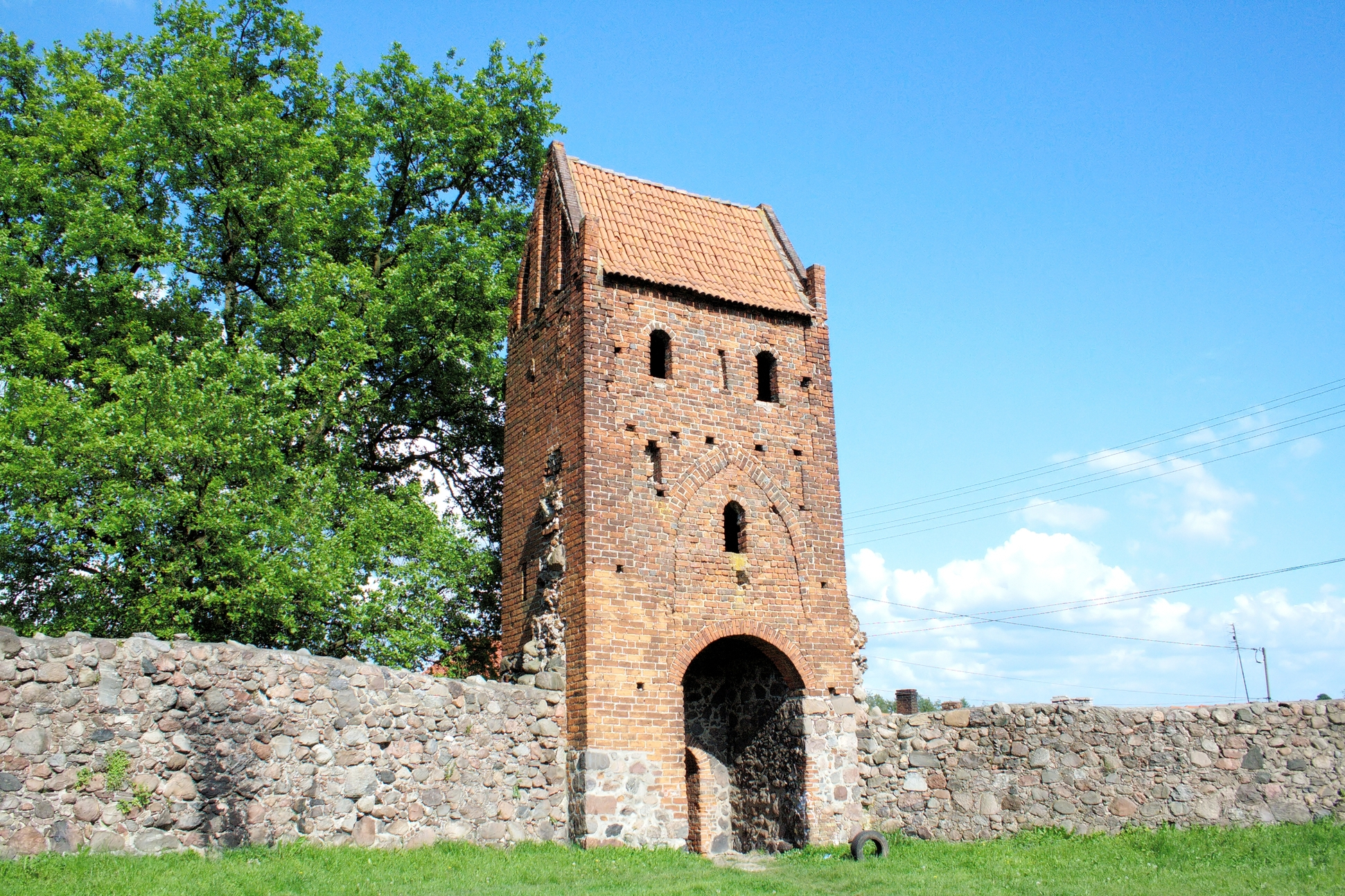
Stadsmuren

Staden grundades av tysktalande bosättare 1298 under Ostsiedlung-perioden och hette officiellt under större delen av sin historia Bärwalde. Den tillhörde då landskapet Neumark i markgrevskapet Brandenburg.
I Bärwalde slöt Gustav II Adolf och kardinal Richelieu ett fördrag (det så kallade fördraget i Bärwalde, 23 januari 1631), i vilket Sverige förpliktade sig att hålla upp till 36 000 man i Tyskland i utbyte mot 400 000 franska riksdaler om året. Detta fördrag skulle äga giltighet i fem års tid.
Staden drabbades endast av mindre skador under andra världskriget. Efter krigsslutet 1945 tillföll staden i enlighet med Potsdamöverenskommelsen Polen och döptes då om till Mieszkowice efter Mieszko I, Polens grundare.

## Kommunikationer
Staden ligger vid järnvägen mellan Kostrzyn nad Odrą och Szczecin och har en järnvägsstation på linjen som trafikeras av regionaltåg. Genom staden passerar också den nationella vägen DK 31 (Słubice - Szczecin).
Vid byn Gozdowice väster om staden finns en bilfärja över floden Oder till byn Güstebieser Loose i den tyska kommunen Neulewin. Via denna färja nås västra sidan av Oder och närmaste vägen till staden Wriezen på tyska sidan.